# WTA-seizoen 2016
Het WTA-seizoen in 2016 bestond uit de internationale tennistoernooien die door de WTA werden georganiseerd in het kalenderjaar 2016. In het onderstaande overzicht zijn voor de overzichtelijkheid ook de grandslamtoernooien, de Fed Cup en de Hopman Cup toegevoegd, hoewel deze door de ITF werden georganiseerd.

## Legenda

### Categoriekleuren
| Grandslamtoernooien        |
| Eindejaarskampioenschappen |
| Premier Mandatory          |
| Premier Five               |
| Premier                    |
| International              |
| Challenger                 |
| Toernooien voor teams      |

### Codering
De codering voor het aantal deelnemers is als volgt:
"128S/96Q/64D/32X" betekent:
- 128 deelnemers aan hoofdtoernooi vrouwenenkelspel (S)
- 96 deelnemers aan het vrouwenkwalificatietoernooi (Q)
- 64 koppels in het vrouwendubbelspel (D)
- 32 koppels in het gemengd dubbelspel (X)

Alle toernooien werden in principe buiten gespeeld, tenzij anders vermeld.
RR = groepswedstrijden ("round robin"), (i) = indoor (overdekt)

## Verschillen met vorig jaar
- Het Premier-toernooi van Antwerpen was vervangen door het toernooi van Sint-Petersburg.
- Het International-toernooi van Pattaya (Thailand) was vervangen door het toernooi van Kaohsiung (Taiwan).
- Het International-toernooi van Bad Gastein (Oostenrijk) was vervangen door het toernooi van Gstaad (Zwitserland).
- De toernooien van Dubai en Doha verwisselden alweer van categorie – dit jaar viel het toernooi van Dubai in categorie "Premier" (degradatie), terwijl het toernooi van Doha in categorie "Premier Five" werd gespeeld (promotie).
- Het International-toernooi van Istanbul werd verplaatst van juli naar april.
- Het International-toernooi van Marokko verhuisde van Marrakesh terug naar Rabat, waar het ook in 2005–2006 al plaatsvond.
- Het International-toernooi van Bakoe (Azerbeidzjan) was vervallen.
- Het toernooi van Nanchang promoveerde van de categorie "Challenger" naar de categorie "International".
- Een nieuw International-toernooi werd georganiseerd op Mallorca.
- De start van het Noord-Amerikaanse hardcourt-seizoen was twee weken vervroegd: van begin augustus naar half juli.
- De tweede week van augustus werd vrijgemaakt voor de Olympische Zomerspelen in Rio de Janeiro.
- Het Challenger-toernooi van Carlsbad was vervangen door een toernooi op Hawaï.
- Het Challenger-toernooi van Hua Hin werd geannuleerd.

## WTA-toernooikalender

### Januari
| Week van              | Toernooi                                                                                                | Winnares                                         | Verliezend finaliste                              | Uitslag finale   |         |
| --------------------- | --- | ------------------------------------------------ | ------------------------------------------------- | ---------------- | ------- |
| 4 januari             | Hopman Cup Perth, Australië ITF Hopman Cup XXVIII AU$1.000.000 - hardcourt (i) - 8 gemengde teams (RR)  | Australië Green – Darja Gavrilova – Nick Kyrgios | Oekraïne – Elina Svitolina – Oleksandr Dolgopolov | 2-0              | details |
| 4 januari             | Brisbane International Brisbane, Australië WTA Premiertoernooi $1.000.000 - hardcourt - 30S/32Q/16D     | Viktoryja Azarenka                               | Angelique Kerber                                  | 6-3, 6-1         | details |
| 4 januari             | Brisbane International Brisbane, Australië WTA Premiertoernooi $1.000.000 - hardcourt - 30S/32Q/16D     | Martina Hingis Sania Mirza                       | Angelique Kerber Andrea Petković                  | 7-5, 6-1         | details |
| 4 januari             | Shenzhen Open Shenzhen, China WTA Internationaltoernooi $500.000 - hardcourt - 32S/16Q/15D              | Agnieszka Radwańska                              | Alison Riske                                      | 6-3, 6-2         | details |
| 4 januari             | Shenzhen Open Shenzhen, China WTA Internationaltoernooi $500.000 - hardcourt - 32S/16Q/15D              | Vania King Monica Niculescu                      | Xu Yifan Zheng Saisai                             | 6-1, 6-4         | details |
| 4 januari             | ASB Classic Auckland, Nieuw-Zeeland WTA Internationaltoernooi $250.000 - hardcourt - 32S/32Q/16D        | Sloane Stephens                                  | Julia Görges                                      | 6-4, 6-2         | details |
| 4 januari             | ASB Classic Auckland, Nieuw-Zeeland WTA Internationaltoernooi $250.000 - hardcourt - 32S/32Q/16D        | Elise Mertens An-Sophie Mestach                  | Danka Kovinić Barbora Strýcová                    | 2-6, 6-3, [10-5] | details |
| 11 januari            | Apia International Sydney Sydney, Australië WTA Premiertoernooi $753.000 - hardcourt - 30S/32Q/16D      | Svetlana Koeznetsova                             | Mónica Puig                                       | 6-0, 6-2         | details |
| 11 januari            | Apia International Sydney Sydney, Australië WTA Premiertoernooi $753.000 - hardcourt - 30S/32Q/16D      | Martina Hingis Sania Mirza                       | Caroline Garcia Kristina Mladenovic               | 1-6, 7-5, [10-5] | details |
| 11 januari            | Hobart International Hobart, Australië WTA Internationaltoernooi $250.000 - hardcourt - 32S/32Q/16D     | Alizé Cornet                                     | Eugenie Bouchard                                  | 6-1, 6-2         | details |
| 11 januari            | Hobart International Hobart, Australië WTA Internationaltoernooi $250.000 - hardcourt - 32S/32Q/16D     | Han Xinyun Christina McHale                      | Kimberly Birrell Jarmila Wolfe                    | 6-3, 6-0         | details |
| 18 januari 25 januari | Australian Open Melbourne, Australië ITF Grandslamtoernooi AU$20.000.000 - hardcourt - 128S/96Q/64D/32X | Angelique Kerber                                 | Serena Williams                                   | 6-4, 3-6, 6-4    | details |
| 18 januari 25 januari | Australian Open Melbourne, Australië ITF Grandslamtoernooi AU$20.000.000 - hardcourt - 128S/96Q/64D/32X | Martina Hingis Sania Mirza                       | Andrea Hlaváčková Lucie Hradecká                  | 7-6, 6-3         | details |
| 18 januari 25 januari | Australian Open Melbourne, Australië ITF Grandslamtoernooi AU$20.000.000 - hardcourt - 128S/96Q/64D/32X | Jelena Vesnina Bruno Soares                      | Coco Vandeweghe Horia Tecău                       | 6=4, 4-6, [10-5] | details |

### Februari
| Week van    | Toernooi | Winnares                                                                                   | Verliezend finaliste                | Uitslag finale |         |
| ----------- | --- | ------------------------------------------------------------------------------------------ | ----------------------------------- | -------------- | ------- |
| 1 februari  | ITF Fed Cup (eerste ronde)                                                                                              | Tsjechië 3–2 Roemenië Nederland 3–1 Rusland Frankrijk 4–1 Italië Zwitserland 3–2 Duitsland |                                     |                | details |
| 8 februari  | St. Petersburg Ladies' Trophy Sint-Petersburg, Rusland WTA Premiertoernooi $753.000 - hardcourt (i) - 28S/32Q/16D       | Roberta Vinci                                                                              | Belinda Bencic                      | 6-4, 6-3       | details |
| 8 februari  | St. Petersburg Ladies' Trophy Sint-Petersburg, Rusland WTA Premiertoernooi $753.000 - hardcourt (i) - 28S/32Q/16D       | Martina Hingis Sania Mirza                                                                 | Vera Doesjevina Barbora Krejčíková  | 6-3, 6-1       | details |
| 8 februari  | Taiwan Open Kaohsiung, Taiwan WTA Internationaltoernooi $500.000 - hardcourt - 32S/20Q/16D                              | Venus Williams                                                                             | Misaki Doi                          | 6-4, 6-2       | details |
| 8 februari  | Taiwan Open Kaohsiung, Taiwan WTA Internationaltoernooi $500.000 - hardcourt - 32S/20Q/16D                              | Chan Hao-ching Chan Yung-jan                                                               | Eri Hozumi Miyu Kato                | 6-4, 6-3       | details |
| 15 februari | Dubai Duty Free Championships Dubai, Veren. Arabische Emiraten WTA Premiertoernooi $2.000.000 - hardcourt - 28S/32Q/16D | Sara Errani                                                                                | Barbora Strýcová                    | 6-0, 6-2       | details |
| 15 februari | Dubai Duty Free Championships Dubai, Veren. Arabische Emiraten WTA Premiertoernooi $2.000.000 - hardcourt - 28S/32Q/16D | Chuang Chia-jung Darija Jurak                                                              | Caroline Garcia Kristina Mladenovic | 6-4, 6=4       | details |
| 15 februari | Rio Open Rio de Janeiro, Brazilië WTA Internationaltoernooi $250.000 - gravel - 32S/24Q/16D                             | Francesca Schiavone                                                                        | Shelby Rogers                       | 2-6, 6-2, 6-2  | details |
| 15 februari | Rio Open Rio de Janeiro, Brazilië WTA Internationaltoernooi $250.000 - gravel - 32S/24Q/16D                             | Verónica Cepede Royg María Irigoyen                                                        | Tara Moore Conny Perrin             | 6-1, 7-6       | details |
| 22 februari | Qatar Total Open Doha, Qatar WTA Premier Fivetoernooi $2.818.000 - hardcourt - 56S/32Q/28D                              | Carla Suárez Navarro                                                                       | Jeļena Ostapenko                    | 1-6, 6-4, 6-4  | details |
| 22 februari | Qatar Total Open Doha, Qatar WTA Premier Fivetoernooi $2.818.000 - hardcourt - 56S/32Q/28D                              | Chan Hao-ching Chan Yung-jan                                                               | Sara Errani Carla Suárez Navarro    | 6-3, 6-3       | details |
| 22 februari | Abierto Mexicano Telcel Acapulco, Mexico WTA Internationaltoernooi $250.000 - hardcourt - 32S/24Q/16D                   | Sloane Stephens                                                                            | Dominika Cibulková                  | 6-4, 4-6, 7-6  | details |
| 22 februari | Abierto Mexicano Telcel Acapulco, Mexico WTA Internationaltoernooi $250.000 - hardcourt - 32S/24Q/16D                   | Anabel Medina Garrigues Arantxa Parra Santonja                                             | Kiki Bertens Johanna Larsson        | 6-0, 6-4       | details |

### Maart
| Week van          | Toernooi | Winnares                                       | Verliezend finaliste                     | Uitslag finale   |         |
| ----------------- | --- | ---------------------------------------------- | ---------------------------------------- | ---------------- | ------- |
| 29 februari       | Monterrey Open Monterrey, Mexico WTA Internationaltoernooi $250.000 - hardcourt - 32S/32Q/16D                      | Heather Watson                                 | Kirsten Flipkens                         | 3-6, 6-2, 6-3    | details |
| 29 februari       | Monterrey Open Monterrey, Mexico WTA Internationaltoernooi $250.000 - hardcourt - 32S/32Q/16D                      | Anabel Medina Garrigues Arantxa Parra Santonja | Petra Martić Maria Sanchez               | 4-6, 7-5, [10-7] | details |
| 29 februari       | BMW Malaysian Open Kuala Lumpur, Maleisië WTA Internationaltoernooi $250.000 - hardcourt - 32S/24Q/16D             | Elina Svitolina                                | Eugenie Bouchard                         | 6-7, 6-4, 7-5    | details |
| 29 februari       | BMW Malaysian Open Kuala Lumpur, Maleisië WTA Internationaltoernooi $250.000 - hardcourt - 32S/24Q/16D             | Varatchaya Wongteanchai Yang Zhaoxuan          | Liang Chen Wang Yafan                    | 4-6, 6-4, [10-7] | details |
| 7 maart 14 maart  | BNP Paribas Open Indian Wells, Verenigde Staten WTA Premier Mandatorytoernooi $5.381.235 - hardcourt - 96S/48Q/32D | Viktoryja Azarenka                             | Serena Williams                          | 6-4, 6-4         | details |
| 7 maart 14 maart  | BNP Paribas Open Indian Wells, Verenigde Staten WTA Premier Mandatorytoernooi $5.381.235 - hardcourt - 96S/48Q/32D | Bethanie Mattek-Sands Coco Vandeweghe          | Julia Görges Karolína Plíšková           | 4-6, 6-4, [10-6] | details |
| 14 maart          | San Antonio Open San Antonio, Verenigde Staten WTA Challengertoernooi $125.000 - hardcourt - 32S/-Q/8D             | Misaki Doi                                     | Anna-Lena Friedsam                       | 6-4, 6-2         | details |
| 14 maart          | San Antonio Open San Antonio, Verenigde Staten WTA Challengertoernooi $125.000 - hardcourt - 32S/-Q/8D             | Anna-Lena Grönefeld Nicole Melichar            | Klaudia Jans-Ignacik Anastasia Rodionova | 6-1, 6-3         | details |
| 21 maart 28 maart | Miami Open Miami, Verenigde Staten WTA Premier Mandatorytoernooi $5.381.235 - hardcourt - 96S/48Q/32D              | Viktoryja Azarenka                             | Svetlana Koeznetsova                     | 6-3, 6-2         | details |
| 21 maart 28 maart | Miami Open Miami, Verenigde Staten WTA Premier Mandatorytoernooi $5.381.235 - hardcourt - 96S/48Q/32D              | Bethanie Mattek-Sands Lucie Šafářová           | Tímea Babos Jaroslava Sjvedova           | 6-3, 6-4         | details |

### April
| Week van | Toernooi | Winnares                                         | Verliezend finaliste                  | Uitslag finale   |         |
| -------- | --- | ------------------------------------------------ | ------------------------------------- | ---------------- | ------- |
| 4 april  | Volvo Car Open Charleston, Verenigde Staten WTA Premiertoernooi $753.000 - gravel - 56S/32Q/16D              | Sloane Stephens                                  | Jelena Vesnina                        | 7-6, 6-2         | details |
| 4 april  | Volvo Car Open Charleston, Verenigde Staten WTA Premiertoernooi $753.000 - gravel - 56S/32Q/16D              | Caroline Garcia Kristina Mladenovic              | Bethanie Mattek-Sands Lucie Šafářová  | 6-2, 7-5         | details |
| 4 april  | Katowice Open Katowice, Polen WTA Internationaltoernooi $250.000 - hardcourt (i) - 32S/32Q/16D               | Dominika Cibulková                               | Camila Giorgi                         | 6-4, 6-0         | details |
| 4 april  | Katowice Open Katowice, Polen WTA Internationaltoernooi $250.000 - hardcourt (i) - 32S/32Q/16D               | Eri Hozumi Miyu Kato                             | Valentina Ivachnenko Marina Melnikova | 3-6, 7-5, [10-8] | details |
| 11 april | ITF Fed Cup (halve finale)                                                                                   | Tsjechië 3–2 Zwitserland Frankrijk 3–2 Nederland |                                       |                  | details |
| 11 april | Claro Open Colsanitas Bogota, Colombia WTA Internationaltoernooi $250.000 - gravel - 32S/21Q/16D             | Irina Falconi                                    | Sílvia Soler Espinosa                 | 6-2, 2-6, 6-4    | details |
| 11 april | Claro Open Colsanitas Bogota, Colombia WTA Internationaltoernooi $250.000 - gravel - 32S/21Q/16D             | Lara Arruabarrena Tatjana Maria                  | Gabriela Cé Andrea Gámiz              | 6-2, 4-6, [10-8] | details |
| 18 april | Porsche Tennis Grand Prix Stuttgart, Duitsland WTA Premiertoernooi $759.000 - gravel (i) - 28S/32Q/16D       | Angelique Kerber                                 | Laura Siegemund                       | 6-4, 6-0         | details |
| 18 april | Porsche Tennis Grand Prix Stuttgart, Duitsland WTA Premiertoernooi $759.000 - gravel (i) - 28S/32Q/16D       | Caroline Garcia Kristina Mladenovic              | Martina Hingis Sania Mirza            | 2-6, 6-1, [10-6] | details |
| 18 april | Istanbul Cup Istanbul, Turkije WTA Internationaltoernooi $250.000 - gravel - 32S/24Q/16D                     | Çağla Büyükakçay                                 | Danka Kovinić                         | 3-6, 6-2, 6-3    | details |
| 18 april | Istanbul Cup Istanbul, Turkije WTA Internationaltoernooi $250.000 - gravel - 32S/24Q/16D                     | Andreea Mitu İpek Soylu                          | Xenia Knoll Danka Kovinić             | walk-over        | details |
| 25 april | Prague Open Praag, Tsjechië WTA Internationaltoernooi $500.000 - gravel - 32S/32Q/16D                        | Lucie Šafářová                                   | Samantha Stosur                       | 3-6, 6-1, 6-4    | details |
| 25 april | Prague Open Praag, Tsjechië WTA Internationaltoernooi $500.000 - gravel - 32S/32Q/16D                        | Margarita Gasparjan Andrea Hlaváčková            | María Irigoyen Paula Kania            | 6-4, 6-2         | details |
| 25 april | GP de SAR La Princesse Lalla Meryem Rabat, Marokko WTA Internationaltoernooi $250.000 - gravel - 32S/27Q/16D | Timea Bacsinszky                                 | Marina Erakovic                       | 6-2, 6-1         | details |
| 25 april | GP de SAR La Princesse Lalla Meryem Rabat, Marokko WTA Internationaltoernooi $250.000 - gravel - 32S/27Q/16D | Xenia Knoll Aleksandra Krunić                    | Tatjana Maria Raluca Olaru            | 6-3, 6-0         | details |

### Mei
| Week van      | Toernooi | Winnares                                       | Verliezend finaliste               | Uitslag finale   |         |
| ------------- | --- | ---------------------------------------------- | ---------------------------------- | ---------------- | ------- |
| 2 mei         | Mutua Madrid Open Madrid, Spanje WTA Premier Mandatorytoernooi €4.771.360 - gravel - 64S/32Q/28D              | Simona Halep                                   | Dominika Cibulková                 | 6-2, 6-4         | details |
| 2 mei         | Mutua Madrid Open Madrid, Spanje WTA Premier Mandatorytoernooi €4.771.360 - gravel - 64S/32Q/28D              | Caroline Garcia Kristina Mladenovic            | Martina Hingis Sania Mirza         | 6-4, 6-4         | details |
| 9 mei         | Internazionali BNL d'Italia Rome, Italië WTA Premier Fivetoernooi $2.399.000 - gravel - 56S/32Q/28D           | Serena Williams                                | Madison Keys                       | 7-6, 6-3         | details |
| 9 mei         | Internazionali BNL d'Italia Rome, Italië WTA Premier Fivetoernooi $2.399.000 - gravel - 56S/32Q/28D           | Martina Hingis Sania Mirza                     | Jekaterina Makarova Jelena Vesnina | 6-1, 6-7, [10-3] | details |
| 16 mei        | Nürnberger Versicherungscup Neurenberg, Duitsland WTA Internationaltoernooi $250.000 - gravel - 32S/24Q/16D   | Kiki Bertens                                   | Mariana Duque Mariño               | 6-2, 6-2         | details |
| 16 mei        | Nürnberger Versicherungscup Neurenberg, Duitsland WTA Internationaltoernooi $250.000 - gravel - 32S/24Q/16D   | Kiki Bertens Johanna Larsson                   | Shuko Aoyama Renata Voráčová       | 6-3, 6-4         | details |
| 16 mei        | Internationaux de Strasbourg Straatsburg, Frankrijk WTA Internationaltoernooi $250.000 - gravel - 32S/24Q/16D | Caroline Garcia                                | Mirjana Lučić-Baroni               | 6-4, 6-1         | details |
| 16 mei        | Internationaux de Strasbourg Straatsburg, Frankrijk WTA Internationaltoernooi $250.000 - gravel - 32S/24Q/16D | Anabel Medina Garrigues Arantxa Parra Santonja | María Irigoyen Liang Chen          | 6-2, 6-0         | details |
| 23 mei 30 mei | Roland Garros Parijs, Frankrijk ITF Grandslamtoernooi €12.500.000 - gravel - 128S/96Q/64D/32X                 | Garbiñe Muguruza                               | Serena Williams                    | 7-5, 6-4         | details |
| 23 mei 30 mei | Roland Garros Parijs, Frankrijk ITF Grandslamtoernooi €12.500.000 - gravel - 128S/96Q/64D/32X                 | Caroline Garcia Kristina Mladenovic            | Jekaterina Makarova Jelena Vesnina | 6-3, 2-6, 6-4    | details |
| 23 mei 30 mei | Roland Garros Parijs, Frankrijk ITF Grandslamtoernooi €12.500.000 - gravel - 128S/96Q/64D/32X                 | Martina Hingis Leander Paes                    | Sania Mirza Ivan Dodig             | 4-6, 6-4, [10-8] | details |
| 30 mei        | Bol Open Bol, Kroatië WTA Challengertoernooi $125.000 - gravel - 32S/16Q/16D                                  | Mandy Minella                                  | Polona Hercog                      | 6-2, 6-3         | details |
| 30 mei        | Bol Open Bol, Kroatië WTA Challengertoernooi $125.000 - gravel - 32S/16Q/16D                                  | Xenia Knoll Petra Martić                       | Raluca Olaru İpek Soylu            | 6-3, 6-2         | details |

### Juni
| Week van       | Toernooi | Winnares                                       | Verliezend finaliste                     | Uitslag finale   |         |
| -------------- | --- | ---------------------------------------------- | ---------------------------------------- | ---------------- | ------- |
| 6 juni         | Aegon Open Nottingham Nottingham, Verenigd Koninkrijk WTA Internationaltoernooi $250.000 - gras - 32S/30Q/16D | Karolína Plíšková                              | Alison Riske                             | 7-6, 7-5         | details |
| 6 juni         | Aegon Open Nottingham Nottingham, Verenigd Koninkrijk WTA Internationaltoernooi $250.000 - gras - 32S/30Q/16D | Andrea Hlaváčková Peng Shuai                   | Gabriela Dabrowski Yang Zhaoxuan         | 7-5, 3-6, [10-7] | details |
| 6 juni         | Ricoh Open Rosmalen, Nederland WTA Internationaltoernooi $250.000 - gras - 32S/24Q/16D                        | Coco Vandeweghe                                | Kristina Mladenovic                      | 7-5, 7-5         | details |
| 6 juni         | Ricoh Open Rosmalen, Nederland WTA Internationaltoernooi $250.000 - gras - 32S/24Q/16D                        | Oksana Kalasjnikova Jaroslava Sjvedova         | Xenia Knoll Aleksandra Krunić            | 6-1, 6-1         | details |
| 13 juni        | Aegon Classic Birmingham, Verenigd Koninkrijk WTA Premiertoernooi $846.000 - gras - 32S/32Q/16D               | Madison Keys                                   | Barbora Strýcová                         | 6-3, 6-4         | details |
| 13 juni        | Aegon Classic Birmingham, Verenigd Koninkrijk WTA Premiertoernooi $846.000 - gras - 32S/32Q/16D               | Karolína Plíšková Barbora Strýcová             | Vania King Alla Koedrjavtseva            | 6-3, 7-6         | details |
| 13 juni        | Mallorca Open Mallorca, Spanje WTA Internationaltoernooi $250.000 - gras - 32S/32Q/16D                        | Caroline Garcia                                | Anastasija Sevastova                     | 6-3, 6-4         | details |
| 13 juni        | Mallorca Open Mallorca, Spanje WTA Internationaltoernooi $250.000 - gras - 32S/32Q/16D                        | Gabriela Dabrowski María José Martínez Sánchez | Anna-Lena Friedsam Laura Siegemund       | 6-4, 6-2         | details |
| 20 juni        | Aegon International Eastbourne, Verenigd Koninkrijk WTA Premiertoernooi $776.878 - gras - 48S/32Q/16D         | Dominika Cibulková                             | Karolína Plíšková                        | 7-5, 6-3         | details |
| 20 juni        | Aegon International Eastbourne, Verenigd Koninkrijk WTA Premiertoernooi $776.878 - gras - 48S/32Q/16D         | Darija Jurak Anastasia Rodionova               | Chan Hao-ching Chan Yung-jan             | 5-7, 7-6, [10-6] | details |
| 27 juni 4 juli | Wimbledon Londen, Verenigd Koninkrijk ITF Grandslamtoernooi £14.050.000 - gras - 128S/96Q/64D/48X             | Serena Williams                                | Angelique Kerber                         | 7-5, 6-3         | details |
| 27 juni 4 juli | Wimbledon Londen, Verenigd Koninkrijk ITF Grandslamtoernooi £14.050.000 - gras - 128S/96Q/64D/48X             | Serena Williams Venus Williams                 | Tímea Babos Jaroslava Sjvedova           | 6-3, 6-4         | details |
| 27 juni 4 juli | Wimbledon Londen, Verenigd Koninkrijk ITF Grandslamtoernooi £14.050.000 - gras - 128S/96Q/64D/48X             | Heather Watson Henri Kontinen                  | Anna-Lena Grönefeld Robert Farah Maksoud | 7-6, 6-4         | details |

### Juli
| Week van | Toernooi                                                                                                   | Winnares                              | Verliezend finaliste              | Uitslag finale   |         |
| -------- | --- | ------------------------------------- | --------------------------------- | ---------------- | ------- |
| 11 juli  | Ladies Championship Gstaad Gstaad, Zwitserland WTA Internationaltoernooi $250.000 - gravel - 32S/24Q/15D   | Viktorija Golubic                     | Kiki Bertens                      | 4-6, 6-3, 6-4    | details |
| 11 juli  | Ladies Championship Gstaad Gstaad, Zwitserland WTA Internationaltoernooi $250.000 - gravel - 32S/24Q/15D   | Lara Arruabarrena Xenia Knoll         | Annika Beck Jevgenia Rodina       | 6-1, 3-6, [10-8] | details |
| 11 juli  | Bucharest Open Boekarest, Roemenië WTA Internationaltoernooi $250.000 - gravel - 32S/32Q/16D               | Simona Halep                          | Anastasija Sevastova              | 6-0, 6-0         | details |
| 11 juli  | Bucharest Open Boekarest, Roemenië WTA Internationaltoernooi $250.000 - gravel - 32S/32Q/16D               | Jessica Moore Varatchaya Wongteanchai | Alexandra Cadanțu Katarzyna Piter | 6-3, 7-6         | details |
| 18 juli  | Bank of the West Classic Stanford, Verenigde Staten WTA Premiertoernooi $753.000 - hardcourt - 28S/14Q/16D | Johanna Konta                         | Venus Williams                    | 7-5, 5-7, 6-2    | details |
| 18 juli  | Bank of the West Classic Stanford, Verenigde Staten WTA Premiertoernooi $753.000 - hardcourt - 28S/14Q/16D | Raquel Atawo Abigail Spears           | Darija Jurak Anastasia Rodionova  | 6-3, 6-4         | details |
| 18 juli  | Ericsson Open Båstad, Zweden WTA Internationaltoernooi $250.000 - gravel - 32S/24Q/16D                     | Laura Siegemund                       | Kateřina Siniaková                | 7-5, 6-1         | details |
| 18 juli  | Ericsson Open Båstad, Zweden WTA Internationaltoernooi $250.000 - gravel - 32S/24Q/16D                     | Andreea Mitu Alicja Rosolska          | Lesley Kerkhove Lidzija Marozava  | 6-3, 7-5         | details |
| 18 juli  | Citi Open Washington, Verenigde Staten WTA Internationaltoernooi $250.000 - hardcourt - 32S/16Q/13D        | Yanina Wickmayer                      | Lauren Davis                      | 6-4, 6-2         | details |
| 18 juli  | Citi Open Washington, Verenigde Staten WTA Internationaltoernooi $250.000 - hardcourt - 32S/16Q/13D        | Monica Niculescu Yanina Wickmayer     | Shuko Aoyama Risa Ozaki           | 6-4, 6-3         | details |
| 25 juli  | Rogers Cup Montréal, Canada WTA Premier Fivetoernooi $2.714.413 - hardcourt - 56S/48Q/28D                  | Simona Halep                          | Madison Keys                      | 7-6, 6-3         | details |
| 25 juli  | Rogers Cup Montréal, Canada WTA Premier Fivetoernooi $2.714.413 - hardcourt - 56S/48Q/28D                  | Jekaterina Makarova Jelena Vesnina    | Simona Halep Monica Niculescu     | 6-3, 7-6         | details |

### Augustus
| Week van                | Toernooi | Winnares                             | Verliezend finaliste                 | Uitslag finale    |         |
| ----------------------- | --- | ------------------------------------ | ------------------------------------ | ----------------- | ------- |
| 1 augustus              | Brasil Tennis Cup Florianópolis, Brazilië WTA Internationaltoernooi $250.000 - hardcourt - 32S/22Q/14D             | Irina-Camelia Begu                   | Tímea Babos                          | 2-6, 6-4, 6-3     | details |
| 1 augustus              | Brasil Tennis Cup Florianópolis, Brazilië WTA Internationaltoernooi $250.000 - hardcourt - 32S/22Q/14D             | Ljoedmyla Kitsjenok Nadija Kitsjenok | Tímea Babos Réka Luca Jani           | 6-3, 6-1          | details |
| 1 augustus              | Jiangxi Open Nanchang, China WTA Internationaltoernooi $250.000 - hardcourt - 32S/24Q/16D                          | Duan Yingying                        | Vania King                           | 1-6, 6-4, 6-2     | details |
| 1 augustus              | Jiangxi Open Nanchang, China WTA Internationaltoernooi $250.000 - hardcourt - 32S/24Q/16D                          | Liang Chen Lu Jingjing               | Shuko Aoyama Makoto Ninomiya         | 3-6, 7-6, [13-11] | details |
| 8 augustus              | Olympische Spelen Rio de Janeiro, Brazilië Olympische Spelen - hardcourt - 64S/32D/16X                             | Mónica Puig                          | Angelique Kerber                     | 6-4, 4-6, 6-1     | details |
| 8 augustus              | Olympische Spelen Rio de Janeiro, Brazilië Olympische Spelen - hardcourt - 64S/32D/16X                             | Jekaterina Makarova Jelena Vesnina   | Timea Bacsinszky Martina Hingis      | 6-4, 6-4          | details |
| 8 augustus              | Olympische Spelen Rio de Janeiro, Brazilië Olympische Spelen - hardcourt - 64S/32D/16X                             | Bethanie Mattek-Sands Jack Sock      | Venus Williams Rajeev Ram            | 6-7, 6-1, [10-7]  | details |
| 15 augustus             | Western & Southern Open Cincinnati, Verenigde Staten WTA Premier Fivetoernooi $2.804.000 - hardcourt - 48S/48Q/28D | Karolína Plíšková                    | Angelique Kerber                     | 6-3, 6-1          | details |
| 15 augustus             | Western & Southern Open Cincinnati, Verenigde Staten WTA Premier Fivetoernooi $2.804.000 - hardcourt - 48S/48Q/28D | Sania Mirza Barbora Strýcová         | Martina Hingis Coco Vandeweghe       | 7-5, 6-4          | details |
| 22 augustus             | Connecticut Open New Haven, Verenigde Staten WTA Premiertoernooi $761.000 - hardcourt - 30S/48Q/16D                | Agnieszka Radwańska                  | Elina Svitolina                      | 6-1, 7-6          | details |
| 22 augustus             | Connecticut Open New Haven, Verenigde Staten WTA Premiertoernooi $761.000 - hardcourt - 30S/48Q/16D                | Sania Mirza Monica Niculescu         | Kateryna Bondarenko Chuang Chia-jung | 7-5, 6-4          | details |
| 29 augustus 5 september | US Open New York, Verenigde Staten ITF Grandslamtoernooi $23.150.000 - hardcourt - 128S/128Q/64D/32X               | Angelique Kerber                     | Karolína Plíšková                    | 6-3, 4-6, 6-4     | details |
| 29 augustus 5 september | US Open New York, Verenigde Staten ITF Grandslamtoernooi $23.150.000 - hardcourt - 128S/128Q/64D/32X               | Bethanie Mattek-Sands Lucie Šafářová | Caroline Garcia Kristina Mladenovic  | 2-6, 7-6, 6-4     | details |
| 29 augustus 5 september | US Open New York, Verenigde Staten ITF Grandslamtoernooi $23.150.000 - hardcourt - 128S/128Q/64D/32X               | Laura Siegemund Mate Pavić           | Coco Vandeweghe Rajeev Ram           | 6-4, 6-4          | details |

### September
| Week van     | Toernooi                                                                                               | Winnares                             | Verliezend finaliste                 | Uitslag finale      |         |
| ------------ | --- | ------------------------------------ | ------------------------------------ | ------------------- | ------- |
| 5 september  | Dalian Women's Tennis Open Dalian, China WTA Challengertoernooi $125.000 - hardcourt - 32S/16Q/16D     | Kristýna Plíšková                    | Misa Eguchi                          | 7-5, 4-6, 2-5, opg. | details |
| 5 september  | Dalian Women's Tennis Open Dalian, China WTA Challengertoernooi $125.000 - hardcourt - 32S/16Q/16D     | Lee Ya-hsuan Kotomi Takahata         | Nicha Lertpitaksinchai Jessy Rompies | 6-2, 6-1            | details |
| 12 september | Japan Women's Open Tokio, Japan WTA Internationaltoernooi $250.000 - hardcourt - 32S/32Q/16D           | Christina McHale                     | Kateřina Siniaková                   | 3-6, 6-4, 6-4       | details |
| 12 september | Japan Women's Open Tokio, Japan WTA Internationaltoernooi $250.000 - hardcourt - 32S/32Q/16D           | Shuko Aoyama Makoto Ninomiya         | Jocelyn Rae Anna Smith               | 6-3, 6-3            | details |
| 12 september | Coupe Banque Nationale Québec, Canada WTA Internationaltoernooi $250.000 - hardcourt (i) - 32S/24Q/16D | Océane Dodin                         | Lauren Davis                         | 6-4, 6-3            | details |
| 12 september | Coupe Banque Nationale Québec, Canada WTA Internationaltoernooi $250.000 - hardcourt (i) - 32S/24Q/16D | Andrea Hlaváčková Lucie Hradecká     | Alla Koedrjavtseva Aleksandra Panova | 7-6, 7-6            | details |
| 19 september | Toray Pan Pacific Open Tokio, Japan WTA Premiertoernooi $1.000.000 - hardcourt - 28S/32Q/16D           | Caroline Wozniacki                   | Naomi Osaka                          | 7-5, 6-3            | details |
| 19 september | Toray Pan Pacific Open Tokio, Japan WTA Premiertoernooi $1.000.000 - hardcourt - 28S/32Q/16D           | Sania Mirza Barbora Strýcová         | Liang Chen Yang Zhaoxuan             | 6-1, 6-1            | details |
| 19 september | Korea Open Seoel, Zuid-Korea WTA Internationaltoernooi $250.000 - hardcourt - 32S/32Q/16D              | Lara Arruabarrena                    | Monica Niculescu                     | 6-0, 2-6, 6-0       | details |
| 19 september | Korea Open Seoel, Zuid-Korea WTA Internationaltoernooi $250.000 - hardcourt - 32S/32Q/16D              | Kirsten Flipkens Johanna Larsson     | Akiko Omae Peangtarn Plipuech        | 6-2, 6-3            | details |
| 19 september | Guangzhou Open Guangzhou, China WTA Internationaltoernooi $250.000 - hardcourt - 32S/24Q/15D           | Lesja Tsoerenko                      | Jelena Janković                      | 6-4, 3-6, 6-4       | details |
| 19 september | Guangzhou Open Guangzhou, China WTA Internationaltoernooi $250.000 - hardcourt - 32S/24Q/15D           | Asia Muhammad Peng Shuai             | Volha Havartsova Vera Lapko          | 6-2, 7-6            | details |
| 26 september | Wuhan Open Wuhan, China WTA Premier Fivetoernooi $2.589.000 - hardcourt - 56S/32Q/28D                  | Petra Kvitová                        | Dominika Cibulková                   | 6-1, 6-1            | details |
| 26 september | Wuhan Open Wuhan, China WTA Premier Fivetoernooi $2.589.000 - hardcourt - 56S/32Q/28D                  | Bethanie Mattek-Sands Lucie Šafářová | Sania Mirza Barbora Strýcová         | 6-1, 6-4            | details |
| 26 september | Tashkent Open Tasjkent, Oezbekistan WTA Internationaltoernooi $250.000 - hardcourt - 32S/16Q/16D       | Kristýna Plíšková                    | Nao Hibino                           | 6-3, 2-6, 6-3       | details |
| 26 september | Tashkent Open Tasjkent, Oezbekistan WTA Internationaltoernooi $250.000 - hardcourt - 32S/16Q/16D       | Raluca Olaru İpek Soylu              | Demi Schuurs Renata Voráčová         | 7-5, 6-3            | details |

### Oktober
| Week van   | Toernooi | Winnares                             | Verliezend finaliste                 | Uitslag finale   |         |
| ---------- | --- | ------------------------------------ | ------------------------------------ | ---------------- | ------- |
| 3 oktober  | China Open Peking, China WTA Premier Mandatorytoernooi $6.289.521 - hardcourt - 60S/32Q/28D                           | Agnieszka Radwańska                  | Johanna Konta                        | 6-4, 6-2         | details |
| 3 oktober  | China Open Peking, China WTA Premier Mandatorytoernooi $6.289.521 - hardcourt - 60S/32Q/28D                           | Bethanie Mattek-Sands Lucie Šafářová | Caroline Garcia Kristina Mladenovic  | 6-4, 6-4         | details |
| 10 oktober | Tianjin Open Tianjin, China WTA Internationaltoernooi $500.000 - hardcourt - 32S/24Q/16D                              | Peng Shuai                           | Alison Riske                         | 7-6, 6-2         | details |
| 10 oktober | Tianjin Open Tianjin, China WTA Internationaltoernooi $500.000 - hardcourt - 32S/24Q/16D                              | Christina McHale Peng Shuai          | Magda Linette Xu Yifan               | 7-6, 6-0         | details |
| 10 oktober | Hong Kong Open Hongkong, China SAR WTA Internationaltoernooi $250.000 - hardcourt - 32S/24Q/16D                       | Caroline Wozniacki                   | Kristina Mladenovic                  | 6-1, 6-7, 6-2    | details |
| 10 oktober | Hong Kong Open Hongkong, China SAR WTA Internationaltoernooi $250.000 - hardcourt - 32S/24Q/16D                       | Chan Hao-ching Chan Yung-jan         | Naomi Broady Heather Watson          | 6-3, 6-1         | details |
| 10 oktober | Generali Ladies Linz Linz, Oostenrijk WTA Internationaltoernooi $250.000 - hardcourt (i) - 32S/32Q/16D                | Dominika Cibulková                   | Viktorija Golubic                    | 6-3, 7-5         | details |
| 10 oktober | Generali Ladies Linz Linz, Oostenrijk WTA Internationaltoernooi $250.000 - hardcourt (i) - 32S/32Q/16D                | Kiki Bertens Johanna Larsson         | Anna-Lena Grönefeld Květa Peschke    | 4-6, 6-2, [10-7] | details |
| 17 oktober | Kremlin Cup Moskou, Rusland WTA Premiertoernooi $823.888 - hardcourt (i) - 28S/32Q/16D                                | Svetlana Koeznetsova                 | Darja Gavrilova                      | 6-2, 6-1         | details |
| 17 oktober | Kremlin Cup Moskou, Rusland WTA Premiertoernooi $823.888 - hardcourt (i) - 28S/32Q/16D                                | Andrea Hlaváčková Lucie Hradecká     | Darja Gavrilova Darja Kasatkina      | 4-6, 6-0, [10-7] | details |
| 17 oktober | BGL BNP Paribas Luxembourg Open Luxemburg, Luxemburg WTA Internationaltoernooi $250.000 - hardcourt (i) - 32S/32Q/16D | Monica Niculescu                     | Petra Kvitová                        | 6-4, 6-0         | details |
| 17 oktober | BGL BNP Paribas Luxembourg Open Luxemburg, Luxemburg WTA Internationaltoernooi $250.000 - hardcourt (i) - 32S/32Q/16D | Kiki Bertens Johanna Larsson         | Monica Niculescu Patricia Maria Țig  | 4-6, 7-5, [11-9] | details |
| 24 oktober | WTA Finals Singapore Officieus wereldkampioenschap $7.000.000 - hardcourt (i) - 8S(RR)/8D                             | Dominika Cibulková                   | Angelique Kerber                     | 6-3, 6-4         | details |
| 24 oktober | WTA Finals Singapore Officieus wereldkampioenschap $7.000.000 - hardcourt (i) - 8S(RR)/8D                             | Jekaterina Makarova Jelena Vesnina   | Bethanie Mattek-Sands Lucie Šafářová | 7-6, 6-3         | details |

### November en december
| Week van    | Toernooi                                                                                              | Winnares                                | Verliezend finaliste            | Uitslag finale   |         |
| ----------- | --- | --------------------------------------- | ------------------------------- | ---------------- | ------- |
| 31 oktober  | WTA Elite Trophy Zhuhai, China Eindejaarskampioenschap $2.214.500 - hardcourt (i) - 12S(RR)/6D(RR)    | Petra Kvitová                           | Elina Svitolina                 | 6-4, 6-2         | details |
| 31 oktober  | WTA Elite Trophy Zhuhai, China Eindejaarskampioenschap $2.214.500 - hardcourt (i) - 12S(RR)/6D(RR)    | İpek Soylu Xu Yifan                     | Yang Zhaoxuan You Xiaodi        | 6-4, 3-6, [10-7] | details |
| 7 november  | ITF Fed Cup (finale)                                                                                  | Tsjechië                                | Frankrijk                       | 3-2              | details |
| 14 november | Taipei WTA Ladies Open Taipei, Taiwan WTA Challengertoernooi $125.000 - tapijt (i) - 32S/16Q/16D      | Jevgenia Rodina                         | Chang Kai-chen                  | 6-4, 6-3         | details |
| 14 november | Taipei WTA Ladies Open Taipei, Taiwan WTA Challengertoernooi $125.000 - tapijt (i) - 32S/16Q/16D      | Natela Dzalamidze Veronika Koedermetova | Chang Kai-chen Chuang Chia-jung | 4-6, 6-3, [10-5] | details |
| 14 november | Engie Open de Limoges Limoges, Frankrijk WTA Challengertoernooi $125.000 - hardcourt (i) - 32S/16Q/8D | Jekaterina Aleksandrova                 | Caroline Garcia                 | 6-4, 6-0         | details |
| 14 november | Engie Open de Limoges Limoges, Frankrijk WTA Challengertoernooi $125.000 - hardcourt (i) - 32S/16Q/8D | Elise Mertens Mandy Minella             | Anna Smith Renata Voráčová      | 6-4, 6-4         | details |
| 21 november | Hawaii Open Waipahu, Verenigde Staten WTA Challengertoernooi $125.000 - hardcourt - 32S/8Q/8D         | Catherine Bellis                        | Zhang Shuai                     | 6-4, 6-2         | details |
| 21 november | Hawaii Open Waipahu, Verenigde Staten WTA Challengertoernooi $125.000 - hardcourt - 32S/8Q/8D         | Eri Hozumi Miyu Kato                    | Nicole Gibbs Asia Muhammad      | 6-7, 6-3, [10-8] | details |

In de rest van november en in december werden traditiegetrouw geen WTA-toernooien georganiseerd.

## Primeurs
Speelsters die in 2016 hun eerste WTA-enkelspeltitel wonnen:
- Irina Falconi (VS) in Bogota, Colombia
- Mandy Minella (Luxemburg) in Bol, Kroatië
- Viktorija Golubic (Zwitserland) in Gstaad, Zwitserland
- Laura Siegemund (Duitsland) in Båstad, Zweden
- Johanna Konta (Groot-Brittannië) in Stanford, CA, VS
- Duan Yingying (China) in Nanchang, China
- Kristýna Plíšková (Tsjechië) in Dalian, China
- Christina McHale (VS) in Tokio, Japan
- Océane Dodin (Frankrijk) in Québec, Canada
- Jevgenia Rodina (Rusland) in Taipei, Taiwan
- Jekaterina Aleksandrova (Rusland) in Limoges, Frankrijk
- Catherine Bellis (VS) in Waipio, Verenigde Staten

## Statistieken toernooien

### Toernooien per ondergrond
| ondergrond   | aantal | buiten/binnen | aantal    |
| ------------ | ------ | ------------- | --------- |
| hardcourt    | 45     | buiten        | 35        |
| hardcourt    | 45     | binnen        | 10        |
| gravel       | 15     | buiten        | 14        |
| gravel       | 15     | binnen        | 1         |
| groen gravel | 1      | buiten        | 1         |
| gras         | 6      | buiten        | 6         |
| tapijt       | 1      | binnen        | 1         |
| wisselend    | 3      | (Fed Cup)     | (Fed Cup) |
| TOTAAL       | 71     |               |           |

### Toernooien per continent
| regio                  | aantal |
| ---------------------- | ------ |
| Europa                 | 23     |
| Azië-Oceanië           | 26     |
| Noord/Centraal-Amerika | 14     |
| Zuid-Amerika           | 4      |
| Afrika                 | 1      |
| wisselend              | 3      |
| TOTAAL                 | 71     |

### Toernooien per land
| aantal | land |
| ------ | --- |
| 10     | Verenigde Staten |
| 8      | China |
| 5      | Australië |
| 4      | Verenigd Koninkrijk |
| 3      | Brazilië, Frankrijk |
| 2      | Canada, Duitsland, Japan, Mexico, Rusland, Spanje, Taiwan |
| 1      | Colombia, Hongkong, Italië, Kroatië, Luxemburg, Maleisië, Marokko, Nederland, Nieuw-Zeeland, Oezbekistan, Oostenrijk, Polen, Qatar, Roemenië, Singapore, Tsjechië, Turkije, Verenigde Arabische Emiraten, Zuid-Korea, Zweden, Zwitserland |

## Bron
- (en)  WTA-toernooikalender

1971 · 1972 · 1973 · 1974 · 1975 · 1976 · 1977 · 1978 · 1979 · 1980 · 1981 · 1982 · 1983 · 1984 · 1985 · 1986 · 1987 · 1988 · 1989 · 1990 · 1991 · 1992 · 1993 · 1994 · 1995 · 1996 · 1997 · 1998 · 1999 · 2000 · 2001 · 2002 · 2003 · 2004 · 2005 · 2006 · 2007 · 2008 · 2009 · 2010 · 2011 · 2012 · 2013 · 2014 · 2015 · 2016 · 2017 · 2018 · 2019 · 2020 · 2021 · 2022 · 2023 · 2024 · 2025